# Rosie Davis
Pour plus de détails, voir Fiche technique et Distribution.
Rosie Davis est un film dramatique irlandais réalisé par Paddy Breathnach, sorti en 2018.

## Synopsis
Rosie et son mari forment une famille heureuse avec leurs quatre jeunes enfants. Travailleurs pauvres, ils vivent modestement de leurs revenus à Dublin. Le jour où leur propriétaire décide de vendre leur appartement, leur vie bascule dans la précarité. Trouver une chambre, même pour une nuit, est un défi quotidien. Avec beaucoup d’amour et de courage, Rosie et son mari vont affronter cette épreuve, et tout faire pour préserver leur famille.

## Fiche technique
- Titre original : Rosie
- Réalisation : Paddy Breathnach
- Scénario : Roddy Doyle
- Décors :
- Costumes : Louise Stanton
- Photographie : Cathal Watters
- Montage : Una Ni Dhonghaile
- Musique : Stephen Rennicks
- Producteur : Emma Norton, Rory Gilmartin et Juliette Bonass
  - Producteur délégué : Ed Guiney, Andrew Lowe et Roddy Doyle
- Production : Element Pictures
- Distribution : KMBO
- Pays d'origine :  Irlande
- Genre : Drame
- Durée : 86 minutes
- Dates de sortie :
  -  Canada : 7 septembre 2018 (Toronto)
  -  Irlande : 12 octobre 2018
  -  Royaume-Uni : 15 octobre 2018 (Londres)
  -  France : 13 mars 2019

## Distribution
- Sarah Greene : Rosie Davis
- Moe Dunford : John Paul
- Natalia Kostrzewa : Swietlana
- Lochlann O'Mearain : Rick
- Molly McCann : Madison
- Toni O'Rourke : Lucy

## Accueil

### Critiques
Le film reçoit de bons retours, avec une note moyenne de 3.7 sur AlloCiné.
Sud Ouest est totalement conquis « On a rarement réalisé œuvre plus tendre et plus âpre sur la précarité moderne ».
Elle dit que le film est « Terriblement touchant ».

### Prix
Le film a reçu le prix du Festival "La pauvreté sans clichés" en décembre 2019 à Montreuil (France). Le Festival, qui en était à sa 4e édition, est organisé par ATD Quart Monde, ONG de lutte contre la pauvreté et est consacrés aux films qui abordent des thématiques sociales et la pauvreté. Les membres du jury, des personnes en situation de précarité ou ayant connue la précarité, mais aussi d'autres membres d'ATD Quart Monde, « se sont reconnus dans ce film, dans le courage et la dignité de Rosie Davis et de sa famille ».